# Iana, Sofia-capitala
Iana (în bulgară Яна) este un sat în comuna Stolicina, regiunea Sofia-capitala,  Bulgaria. 

## Demografie
Componența etnică a satului Iana
     Romi (8,28%)
     Bulgari (79,45%)
     Nicio identificare (11,51%)
     Altele (1,07%)
La recensământul din 2011, populația satului Iana era de 1.207 locuitori. Din punct de vedere etnic, majoritatea locuitorilor (79,45%) erau bulgari, cu o minoritate de romi (8,28%). Pentru 11,51% din locuitori nu este cunoscută apartenența etnică.